# Christina Rieder
Christina Rieder (Zell am See, 29 de diciembre de 1993) es una deportista austríaca que compite en biatlón. Ganó una medalla de plata en el Campeonato Europeo de Biatlón de 2015, en la prueba individual.

## Palmarés internacional
| Campeonato Europeo | Campeonato Europeo | Campeonato Europeo | Campeonato Europeo |
| Año                | Lugar              | Medalla            | Prueba             |
| ------------------ | ------------------ | ------------------ | ------------------ |
| 2015               | Otepää (Estonia)   | Medalla de plata   | Individual         |